# Barleeia gougeti
Barleeia gougeti is een slakkensoort uit de familie van de Barleeiidae. De wetenschappelijke naam van de soort is voor het eerst geldig gepubliceerd in 1830 door Michaud.